# Zvezna skupščina Socialistične federativne republike Jugoslavije
Zvezna skupščina ali po ustavi 1974 Skupščina SFRJ je bilo najvišje predstavniško in zakonodajno telo federacije, njegova sestava pa se je spreminjala z ustavnim razvojem. Z Ustavo SFRJ je Zvezna skupščina SFRJ 1963 nasledila Zvezno ljudsko skupščino (Savezna narodna skupština) FLRJ /FNRJ, ta pa Ljudsko skupščino Federativne ljudske republike Jugoslavije (Narodna skupština FNRJ), v kar se je po sprejemu prve Ustave FLRJ preimenovala dotedanja Ustavodajna skupščina DFJ (ki je bila že sama sestavljena po federativnem načelu in sicer iz zvezne skupščine in skupščine narodov).
Do leta 1953 je po ustavi FLRJ iz leta 1946 Ljudska skupščina FLRJ izmed sebe je volila Prezidij Ljudske skupščine, ki je po vzoru "stalinske" sovjetske ustave predstavljal kolektivnega šefa države; njegov predsednik je bil Ivan Ribar, podpredsednik iz Slovenije (eden izmed šestih) pa Josip Rus. Sestavljena je bila po vzoru Vrhovnega sovjeta ZSSR iz dveh domov: Zveznega sveta pod predsedstvom Vladimirja Simića in paritetno sestavljenega Sveta narodov, ki mu je 1946-53 predsedoval Josip Vidmar). Sekretarka zvezne ljudske skupščine FLRJ je bila 1948-52 Vida Tomšič.
Že po ustavnem zakonu iz leta 1953 je bila dotedanja dvodomnost spremenjena, tako da jo je poleg Zveznega zbora, ki je po novem vključeval (le občasno delujoč) paritetno sestavljen Zbor narodov (sestavljen iz dveh delov oz. skupin poslancev: tistih, ki so jih neposredno volili državljani - 1 na 60.000 prebivalcev in poslancev, ki so jih delegirale skupščine republik in avtonomnih območij; slednji so lahko v vlogi Sveta/zbora narodov, če se je odločalo o ustavnih vprašanjih, soodločali enkopravno s preostalim Zveznim zborom. Na novo pa je bil z Ustavnim zakonom ustanovljen drugi zbor zvezne skupščine, Zbor proizvajalcev, katerega predstavniki so bili voljeni s strani zaposlenih v gospodarstvu po panogah (1 poslanec na enako število zaposlenih); število poslancev posamezne gospodarske panoge v njem je bil proporcionalen glede na delež te panoge v družbenem proizvodu države.
Z ustavnim zakonom je bil uveden tudi Izvršni svet zvezne ljudske skupščine (Zvezni izvršni svet/Savezno izvršno vijeće) namesto Vlade FLRJ (eden od podpredsednikov zveznega izvršnega sveta je bil 1953-63 Edvard Kardelj - edini Slovenec v tem obdobju), obenem pa tudi funkcija Predsednika republike; do leta 1963 je obe izvršni državni funkciji zavzemal (dotedanji) predsednik vlade, generalni sekretar KPJ/ZKJ in predsednik Sociaistične zveze delovnega ljudstva Jugoslavije Josip Broz-Tito.
Predsedniki zvezne ljudske skupščine po ustavnem zakonu 1953 so bili po vrsti: Milovan Đilas (1953-54), Moša Pijade (1954-57) in Petar Stambolić (1957-63), slovenska podpredsednika zvezne skupščine sta bila v tem obdobju mdr. Lidija Šentjurc (1952-58) in za njo Franc Leskošek.    

## Ustava SFRJ iz leta1963
Zvezna skupščina (kakor jo imenuje ustava SFRJ) postane večdomna, sestavljali so jo zvezni zbor in štirje zbori delovnih skupnosti:
- Zvezni zbor (predstavnik vseh državljanov oz. zastopstvo občin in republik, ki so ga neposredno volili državljani po posameznh volilnih enotah s približno enakim številom prebivalcev  
  - v svoji sestavi je imel paritetno sestavljen Zbor narodov z omejenimi pristojnostmi, da bi varoval interese federalnih enot oz. enakopravnost narodov; volile so ga skupščine republik in avtonomnih pokrajin; leta 1967 so se mu z ustavnimi amandmaji pristojnosti povečale
- Gospodarski zbor
- Socialno-zdravstveni zbor (predsednica 1963-67 Olga Vrabič)
- Kulturno-prosvetni zbor
- Organizacijsko-politični zbor

Prvi predsednik Zvezne skupščine po sprejemu nove ustave SFRJ je bil v letih 1963-1967 Edvard Kardelj, za njim pa Srb Milentije Popović.

## Spremembe z ustavnimi amandmaji leta 1967/68
- Organizacijsko-politični zbor je bil zamenjan z Družbeno-političnim zborom
- paritetno sestavljen Zbor narodov postane samostojen in zamenja Zvezni zbor, ki je z amandmajem leta 1968 ukinjen
- uveden je enoten Zbor delovnih skupnosti (namesto gospodarskega, socialno-zdravstvenega, kulturno-prosvetnega ...)

Podpredsednik Zvezne skupščine iz Slovenije je bil Marijan Brecelj (1967-74), Zboru narodov pa je 1967-69, ko je dobil bistveno večje pristojnosti, predsedovala Vida Tomšič.
(predsednik Zvezne skupščine je bil do svoje smrti 1971 Milentije Popović, nato do 1974 Mijalko Todorović; predsednik Ustavne komisije vseh zborov zvezne skupščine, ki je pripravila novo Ustavo SFRJ, sprejeto 1974, pa je bil Edvard Kardelj).

## Ustava iz leta 1974
Skupščina SFRJ (to ime uveljavi Ustava iz leta 1974) postane ponovno dvodomna, sestavljata jo dva enakopravna zbora:
- Zvezni zbor (220 delegatov: 30 x 6 + 20 x 2), ki je bil ponovno vzpostavljen po 6-ih letih (medtem je bil začasno ukinjen), vendar po novem s paritetno sestavo
- Zbor republik in pokrajin (88 delegatov, po 12 voljenih izmed delegatov republiških in po 8 iz pokrajinskih skupščin), ki je nadomestil prejšnji Zbor narodov

Zanjo je bilo značilno, da sta bila oba zbora sestavljena po načelu paritete, kar pomeni, da so bile republike in pokrajine v njiju enakopravno zastopane, uveden pa je bil delegatski sistem, torej sistem delegacij iz nižjih organov v višje (ki ga ustavni amandmaji iz leta 1988 ukinejo in ponovno uvedejo neposredne volitve). 
- Vsaka republiška skupščina je v zboru republik in pokrajin zastopana z dvanajstimi, pokrajinska pa z osmimi delegati; ti so bili obenem člani skupščin federalnih enot (republik in pokrajin), ki so jih delegirale; skupno je štel 88 delegatov; s svojo sestavo in načinom odločanja je zagotavljal enakopravnost narodov in federalnih enot; odločal je predvsem o zadevah, ki so jih organi federacije obvezno urejali v sodelovanju s federalnimi enotami, pomembnejše odločitve pa je sprejemal s soglasjem (konsenzom) vseh delegacij
- Vsaka republika je v zveznem zboru zastopana s 30, avtonomna pokrajina pa z 20 delegati; skupno je štel 220 delegatov; volile so ga občinske skupščine po republikah in pokrajinah (ob sodelovanju republiških in pokrajinskih SZDL), ki so predstavljali samoupravne organizacije in skupnosti v federalnih enotah

Predsednik zvezne skupščine je bil 1974-78 Kiro Gligorov, nato Dragoslav (Draža) Marković do 1982, ko so vpeljali letno rotacijo funkcij; iz Slovenije je bil eno leto predsednik Marjan Rožič (1988-89); podpredsednica Skupščine Nuša Kerševan (1984/85), predsednika Zbora republik in pokrajin pa sta bila: 1974-82 (dva mandata) Zoran Polič in 1989-91 Miran Mejak (zadnje volitve v zvezno skupščino so bile leta 1986; ob izteku mandata 1990 je bil njenim funkcionarjem zaradi razmer v Jugoslaviji mandat podaljšan); predsednik Zveznega zbora Skupščine SFRJ pa je bil 1982/83 Anton Vratuša, zadnji? vodja slovenske delegacije v njem pa Jože Šušmelj (1986-90).